# خانه مسکونی ناظران
منزل مسکونی ناظران مربوط به اواخر دوره قاجار است و در مشهد، خیابان نواب صفوی، کوچه عسگریه، مقابل تکیه یزدیها واقع شده و این اثر در تاریخ ۱۱ مرداد ۱۳۸۴ با شمارهٔ ثبت ۱۲۳۸۹ به‌عنوان یکی از آثار ملی ایران به ثبت رسیده است.